# Неделино
Недѐлино е град в Южна България, област Смолян, в близост до Златоград. Той е административен център на Община Неделино.
По данни на ГРАО към 31 декември 2024 г. в града живеят 3628 души по настоящ адрес и 3943 души по постоянен адрес.

## География
Намира се в Родопите. Разположен е на бреговете на Неделинска река, на 15 km от Златоград, на 30 km от Ардино и на 60 km областните центрове Смолян и Кърджали.
Наблизо са върховете Свети Илия и Света Неделя (865 m), а най-високата точка в района е връх Шедица (1241 m).

В землището на Неделино се намира и село Крайна, което няма собствено землище.

## Климат
Климатът на града е преходно-континентален, с подчертано беломорско влияние, а по-високите части – планински. Зимата е мека и снежна, без резки и продължителни застудявания, благодарение на оградните ридове от запад и север. Средната януарска температура е 1,6 °C. Лятото е прохладно и влажно със средна юлска температура от 19,4 °C, есенна е продължителна и топла.

## История
Неделино е основано през 1607 година. Узун дере е старото име на Неделино до 9 август 1934 г. Получава статут на град на 3 септември 1974 г.

## Население
Численост на населението според преброяванията през годините:
| \| Година на преброяване \| Численост \| \| --------------------- \| --------- \| \| 1934 \| 2438 \| \| 1946 \| 3137 \| \| 1956 \| 3646 \| \| 1965 \| 4682 \| \| 1975 \| 5081 \| \| 1985 \| 5357 \| \| 1992 \| 5371 \| \| 2001 \| 5143 \| \| 2011 \| 4900 \| \| 2021 \| 4157 \| |           |
| Година на преброяване | Численост |
| 1934 | 2438      |
| 1946 | 3137      |
| 1956 | 3646      |
| 1965 | 4682      |
| 1975 | 5081      |
| 1985 | 5357      |
| 1992 | 5371      |
| 2001 | 5143      |
| 2011 | 4900      |
| 2021 | 4157      |

На преброяването от 2011 година 76 % от жителите се определят етнически като българи, а 24 % не се самоопределят.

## Икономика
Местното население се препитава предимно от отглеждането на тютюн. В близост до града няма големи заводи и производства.

## Фолклор
Неделино е известен със своя неделински двуглас – специфично пеене, което се пее на кварти и секунди. Академик Николай Кауфман пръв открива явлението неделински двуглас и пръв пише статии за него. Сред най-изявените изпълнителки на неделинския двуглас са:
- Сестри Георгиеви, които първи осъществяват записи с такова пеене,
- Сестри Хаджиеви, които издават албум в САЩ през 2000 г.

Текстове на много неделински песни се намират тук.

## Събития
Всеки 6 май – Гергьовден или Адралес (както се нарича празникът в Неделино, вероятно от Хъдърлез) се организира малък събор на връх Света Неделя.
В града традиционно се провежда международен събор в началото на септември.

## Други
Спорт
Най-големи изяви имат състезателите по джудо, като клубът по джудо в Неделино е с повече от 25-годишна история. Негов основател е Митко Личев. В своята колекция от медали клубът има над 350 медала от републикански първенства, както и няколко от балканиади и европейски турнири – сред тях 50 % златни.
Кухня
Характерните ястия за Неделино са: пататник от картофи качамак; клин и др.